# Христо Димов
Христо Димов Делииванов (1890 г. – 1983 г.) е известен старозагорски архитект, променил облика на много селища в Старозагорско и областта, благодарение на своите архитектурни умения.

## Биография
Христо Димов е роден на 22 ноември 1890 г. в село Яйканлиий (дн. Дъбово), Казанлъшко. До четвърто отделение учи в родното си село, прогимназия завършва в Казанлък, а гимназия – в Стара Загора. Една година след това е нередовен учител в с. Крива круша, Новозагорско.
Продължава образованието си в Прага, където следва архитектура. През 1921 г. завършва с отличие Чешката държавна политехника. По време на следването си на два пъти прекъсва, за да участва във войните за национално обединение – Балканската, Междусъюзническата и Първата световна. Служи във Втора армия, Втори гаубичен полк, Пета батарея и Трета артилерийска бригада на Трета дивизия, Петата гаубична батарея на фронта в Македония, като санитарен канонин. Награден е с войнишки „Кръст за храброст“.
След завръщането си в България се установява в Стара Загора. От 1921 до 1924 г. е архитект на Община Стара Загора, а след това архитект на частна практика. Членува в Инженерно-архитектурната камара. Като началник на архитектурната служба към Областното инженерство в Стара Загора допринася много за плановото изграждане на селищата в областта и е един от инициаторите за създаване на благоустройствено дружество в града.
Той разработва и научни студии по балнеология и е утвърден като член-кореспондент на балнеоложкото дружество в Прага. Активно се занимава и с фотография. Още по време на войните заснема обекти, а по-късно и строежа на проектирани от него сгради.
Един от основателите на откритото на 19 ноември 1943 г. Държавно средно техническо училище „Георги Бенковски“, днес Професионална гимназия по строителство, архитектура и геодезия „Лубор Байер“ – Стара Загора. Там той е един от преподавателите. В продължение на 20 години арх. Димов неуморно работи за създаването на квалифицирани кадри със средно образование за отрасъл Строителство. Преподава всички архитектурни дисциплини. Собственото си ателие превръща в кабинет по архитектура. Огромната му библиотека е на разположение на учениците.
Проектантската дейност на арх. Димов е много богата. В частен план това са: домът и клиниката на Ханчеви, къщата на д-р Маноилов, на д-р Трънков и др. Още през 1923 г. проектира и собствената си къща, която днес е дом на Сдружение „Различния поглед“. През 1977 г. тя е обявена за паметник на културата с местно значение.
В обществения сектор проектира Минералните бани в Ягода, Овощник, Кортен. Хигиенните бани в Кърджали и Джебел. По негови проекти са построени Втора гимназия „Петко Рачов Славейков“, днес СУ „Максим Горки“, Първа прогимназия „Николаки Стоилов“, днес СУ „Васил Левски“ – Стара Загора. Негови са училищните сгради в селата Калитиново, Зимница, Преславен, Караново и др. По негов проект са построени Бактериологичния институт и затвора в Стара Загора. Проектант на редица църкви, Ловния дом на Кортенските бани, музикална фабрика „Кремона“, Казанлък, читалища и др.
Сключва брак със Стефанка Христова Минева на 6 септември 1915 г. Има две дъщери – Пенка Христова Димова и Любима Христова Димова.
Почива на 14 март 1983 г. в Стара Загора.

## Награди
За дългогодищната си проектантска дейност е награден с орден „Кирил и Методий“ І степен, орден „За гражданска заслуга“ І степен, орден „Народна Република България“ ІІ степен.